# Pósa-tétel
A Pósa-tétel Pósa Lajos 1962-es gráfelméleti tétele, mely így szól: Legyenek {\displaystyle G\ } {\displaystyle n\ } csúcsú egyszerű gráf fokszámai nagyság szerint {\displaystyle d_{1}\leq d_{2}\leq ...\leq d_{n}}. Ha minden {\displaystyle k<{\frac {n}{2}}}-re {\displaystyle d_{k}\geq k+1} teljesül, akkor {\displaystyle G\ }-ben van Hamilton-kör.

A Pósa-tételből következik az Ore-tétel.